# Tang Qunying
Tang Qunying (Chino: 唐群英; 8 de diciembre de 1871-3 de junio de 1937) fue la primera mujer en ser miembro del Tongmenghui (Alianza Revolucionaria China), una sociedad secreta y movimiento de resistencia fundada en Tokio, Japón, por Sun Yat-sen y Song Jiaoren en 1905. Tang es conocida por ser una de las mujeres activistas más conocidas de la historia moderna de China.
Fue presidenta del consejo de administración de la Alianza para el Sufragio Femenino, una organización surgida de la fusión de la Alianza de las mujeres de Nanjing, la Sociedad por la Seguridad de las mujeres, la Sociedad del Espíritu Marcial de las Mujeres y la Alianza de las Camaradas por el Sufragio Femenino en 1912. Al año siguiente fundó el Diario de los Derechos de la Mujer, el primer periódico de Hunan para un público femenino.
Por sus contribuciones en el derrocamiento de la dinastía Qing, Sun Yat-sen conoció personalmente a Tang Qunying y aclamó su labor y la premió con la medalla de segundo honor Jiahe.

## Primeros años
Tang nació el 8 de diciembre de 1871 en el condado de Hengshan, Hunan, bajo el nombre de Tang Gongyi. Fue la tercera de siete hijos (tres hijos y cuatro hijas), y la segunda hija más joven de un general durante el reinado de la dinastía Qing. A la edad de tres años ya empezó a manifestar cierto comportamiento rebelde hacia su madre.
Tuvo una relación muy estrecha con su padre, quien la educó junto a sus hermanas y hermanos, tratándolos a todos por igual. Cuando era niña, su padre le recitaba las hazañas de Mulan y los guerreros de la familia Yang, entre otros. Tang Qunying fue una excelente estudiante y fue también poeta. Fue una oradora talentosa ya a una temprana edad y sus rápidas y agudas réplicas y argumentos fueron un reflejo de su afilado intelecto. Su primer poema fue “levantándose desde abajo” y lo escribió a los 15 años, el cual fue alabado por su padre. También aprendió a montar a caballo y esgrima, lo cual hizo que su padre la llamara la caballera errante, mientras que su madre la llamaba “salvaje como un mono”. Fue considerada una niña prodigio.

## Vida personal
Después de la muerte de su padre en 1890, Tang Qunying se casó con Zeng Zhuangag (primo de Zeng Guofan) en 1891, a los 19 años. Ella fue desde un pueblo pequeño hasta una familia de élite relacionada con otra líder feminista china, Qui Jin. Esta asociación la benefició mucho con nuevos pensamientos políticos y contactos. Su única hija murió a los 13 años en 1896 a causa de una fiebre y su marido falleció en 1897. Fue entonces cuando Tang Qunying volvió junto a su familia. Estudió devotamente varios libros, mientras cuidaba de sus hermanos y madre. Leyó sobre política y reformas en la sociedad, catalogó los libros de su padre y escribió poesía. Su amiga, Qui Jin, también contribuyó a que sus libros se divulgaran llegando hasta Japón cuando Tang residía en Pekín. Uno de los libros que más le influyeron fue el Libro de la Gran Unidad, el cual la informaron sobre la situación y condición de la mujer en China, y escribió un poema exponiendo sus pensamientos llamado Mis pensamientos al leer Datong Shu. Su madre murió en 1918.

## Carrera
En 1904, cuando tenía 33 años, viajó a Japón a la búsqueda de los estudios de Shimoda Utako, en su Colegio de la Mujer de Tokio, con el cual promovía el pensamiento conservador buena esposa y madre sabia. A Tang no le gustó esto y viajó a Shanghái con su hermano Qian. Formó un círculo de viejas amistades de China con una ideología similar que pretendía cambiar la forma de pensar de la sociedad china. Tang, en poco tiempo, se transformó en una miembro de La Alianza Revolucionaria, siendo la primera mujer, y se ganó el mote de Vieja Hermana Tang.
En 1905 aprendió sobre balística y pirotecnia, siendo los anarquistas rusos sus maestros y entrenadores y sus compañeras otras camaradas feministas. En 1910 activó una campaña por el sufragio y muchas mujeres fueron las que la apoyaron. Tang jugó un papel clave impulsando positivamente el movimiento.
Después de eso, Tang dio un enfoque militar en su hazaña por conseguir la igualdad de género. Sus movimientos feministas fueron de relevancia durante la revolución china de 1911. 100 años después de la revolución, China posee una Ley de Protección de los Derechos de la Mujer y sus Intereses.
Mientras ejercía de líder como miembro femenino del movimiento de resistencia en Japón, creó el Diario de Asociación de las Estudiantes Femeninas Chinas para promover las actividades revolucionarias en China. También fue la responsable de crear el Diario Vernacular para la Mujer, el cual aparecía cada diez días. Tang Qunying y Shen Peizhen crearon escuelas en Hunan para las mujeres.
Como resultado de su movimiento feminista se crearon organizaciones militares femeninas, las cuales asesinaron a varios oficiales de la dinastía Qing (1644-1911). Otro desarrollo positivo de la revolución fue que los infantes de ambos sexos pudieron ir a clases, las cuales contribuyeron a la concienciación de sus derechos ya a temprana edad. Tang creó dos instituciones educativas: la Escuela de Arte para Chicas y la Escuela de Formación para Chicas.

## Vida tardía y muerte
Tang estaba muy convencida de sus convicciones y como su líder Sun Yat-sen, ella quería formar parte del escenario político con coraje para enfrentarse a la multitud hostil y traerla a su ideología. Se entregó a todas aquellas mujeres que deseaban expresar sus puntos de vista sin sentirse nerviosas.
Promulgando sus ideas como sufragista, Tang halló una cuestión difícil; si tenía que adoptar un enfoque rígido, furioso e impulsivo, o uno de más flexible, empático y analítico. Tang se dedicó vivamente a su líder revolucionario Sun Yat-sen y, cuando éste falleció, el 12 de marzo de 1925, Tang escribió un poema llamado lloro por el Presidente Sun Yat-sen y comparó el luto de toda la nación como unos vapores malsanos.
Después del nombramiento de Yuan Shikai como Presidente de la República China, los diarios de Tang se vieron forzados a cesar sus publicaciones, las organizaciones de Tang fueron disueltas y Yuan, un oponente a la ideología de Tang, ordenó su captura. Tang huyó a Chengsha y pasó un tiempo allí con su madre. Volvió a Hengshan un año antes de su muerte.
Tang falleció en su pueblo natal en Hunan, China, el 3 de junio de 1937 a la edad de 66 años.

## Premios y reconocimientos
Aparte de la medalla Jiahe también fue honorada con el título de heroína de sus tiempos en 1991 por el vice-consejero del quinto Comité Nacional del CPPCC.
En 1999 se la consideró una de las ocho mujeres chinas excepcionales del siglo  durante la cuarta Conferencia Internacional de la Mujer.

- Datos: Q10310982
- Multimedia: Tang Qunying / Q10310982